# Panamericana Televisión
Panamericana Televisión (más conocido como Panamericana) es una cadena de televisión abierta peruana, la cual inició sus transmisiones en 1959.
Es la tercera red de televisión comercial más antigua del país, después de TV Perú y América Televisión, respectivamente. Desde sus inicios hasta fines de 1996, y después en el periodo comprendido entre julio del 2000 hasta agosto de 2003, fue considerado como el canal líder en audiencia a nivel nacional, en que ocupó cerca del 31 % del mercado del sector en 1996.
Su sede principal de transmisiones se ubica en la Av. Arequipa, en el barrio de Santa Beatriz, Lima. Desde 2015, es propiedad de Panamericana Televisión Inversiones S.A.C.

## Historia

### Antecedentes y primeros años

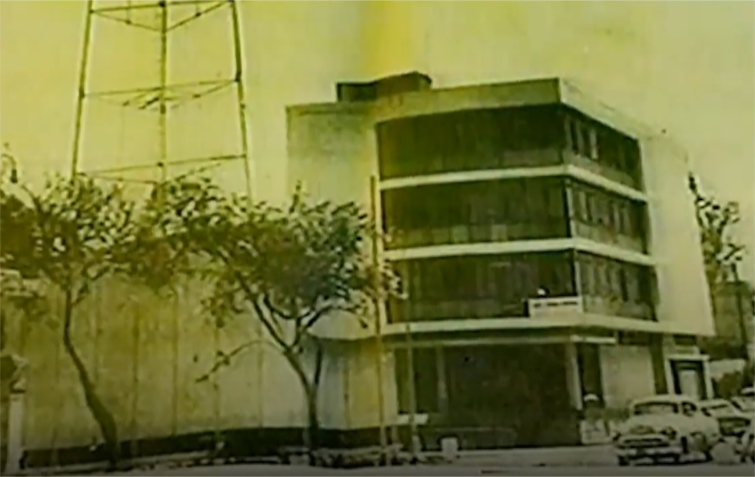
El edificio un día antes de su inauguración que se apodó posteriormente como "La Esquina de la Televisión".

Genaro Delgado Brandt fue propietario de varias estaciones radiales en el Perú desde 1937, siendo la más característica de ellas en sus inicios Radio Central. Luego, Delgado Brandt funda en 1953 la Empresa Radiodifusora Panamericana S.A., con Radio Panamericana como la emisora principal del grupo. No obstante, desde el cambio de administración a fines de 1996, tanto la cadena de radio como la emisora de televisión no poseen vínculos comerciales.
Delgado Brandt tuvo varios hijos, de los cuales Genaro, Héctor y Manuel se vincularon al negocio paterno. En 1956, Genaro Delgado Parker estudió la factibilidad de la instalación de una primera estación de televisión para el área metropolitana de Lima, y para ello viaja a Estados Unidos, México y Cuba a fin de conocer las novedades en esta industria. 
Para el equipamiento técnico, Genaro obtuvo un crédito de la empresa transnacional Philips; para el respaldo financiero se asoció con Isaac Lindley, dueño de la empresa fabricante de gaseosas Inca Kola. De esta forma,  logra formar Panamericana Televisión. A través del magnate cubano de la televisión Goar Mestre, accedió al conocimiento de la producción técnica y a la asociación con la cadena de televisión estadounidense CBS. Así, el 21 de julio de 1958 se inauguran dos sociedades: Panamericana Televisión S.A. que operaría la estación de televisión; y otra, Producciones Panamericana S.A. (1958 - 1994), destinada a producir programas de televisión.
Panamericana Televisión S.A. estaba integrada por Genaro y Héctor Delgado Parker, la Empresa Difusora Radio-Televisión, S.A. (de la que era accionista Genaro Delgado Brandt), Isaac Lindley Stopphanie y su hijo Isaac Lindley Taboada. Mientras que Producciones Panamericana S.A. fue integrada además de Genaro y Héctor, el grupo empresarial de Goar Mestre, Manuel Ulloa Elías y la CBS. El Estado ya había concedido con anterioridad la frecuencia entre 210 y 216 MHz, Canal 13 en Lima a la Empresa Radiodifusora Panamericana S.A., que luego cedió todos sus derechos a Panamericana Televisión S.A.
El 16 de octubre de 1959 se inauguró Panamericana Televisión OBXY - TV Canal 13, con un espectáculo musical en el que intervino la actriz española Carmen Sevilla, y utilizando la misma identificación de Radio Panamericana (el primer minuto de Moon Moods de Les Baxter y su Orquesta).
Desde el inicio, Panamericana Televisión fue una emisora de televisión pionera en el país, tanto por su noticiero El Panamericano, en el que destacaron Humberto Martínez Morosini, Ernesto García Calderón y Pepe Ludmir, entre otros; como por ser productora de programas televisivos de entretenimiento.

### Década de 1960

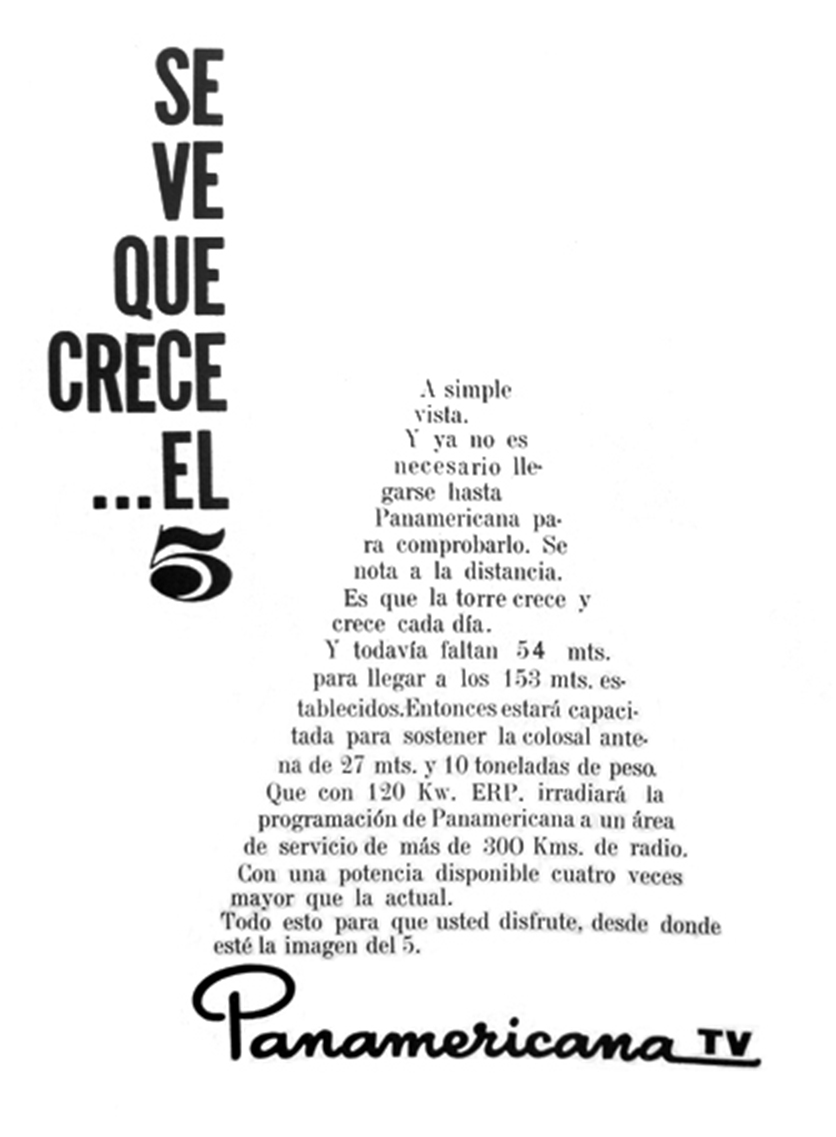
Aviso promocional sobre el cambio de señal publicado en octubre de 1965.

En 1963, Genaro y Héctor Delgado Parker, asociados con Johnny E. Lindley, crearon la cadena radial Radio Programas del Perú (RPP) como una empresa del mismo grupo en la que Manuel, el más joven de los Delgado Parker, fue designado como gerente.
El 16 de octubre de 1965, Panamericana Televisión cambia de frecuencia, inaugurando para tal efecto un nuevo transmisor más potente y su respectiva antena, convirtiéndose en OAY-4A Canal 5 (76-82 MHz) en Lima. Para este relanzamiento, que coincidía con el sexto aniversario, se organizó una gala especial con la asistencia de Diane McBain, Gene Tierney, Bárbara Bouchet, Casey Rogers, Raúl Astor y Silvia Pinal, entre otros. Poco después, Panamericana forma una cadena nacional de 5 afiliadas y 60 repetidoras de televisión en el interior del país.
En 1966 nace el popular programa concurso de talentos Trampolín a la Fama, que se mantendría en el aire durante 30 años. Su conductor fue el animador Augusto Ferrando, locutor de radio antes de hacer su debut en televisión como presentador. Ese mismo año, la productora del canal (Producciones Panamericana S.A.) adquiere un local propio para la producción de telenovelas y series de televisión que se ubicó en los terrenos de la Feria del Hogar (cuadra 23 de la Av. La Marina), en el distrito de San Miguel. Aquel local estuvo en funcionamiento hasta mediados de 2003, siendo posteriormente vendido y derruido para la construcción de un concurrido centro comercial.
En 1968, se da inicio al programa cómico El Tornillo, cuyo director fue el actor y comediante Carlos Oneto "Pantuflas". El programa fue cuna de distintos actores y figuras de la comicidad como Camucha Negrete, Jesús Morales, Román "Ronco" Gámez, César "el Loco" Ureta, entre otros. Se mantuvo al aire hasta 1975, cuando la red estatal Telecentro decide dividir el programa en dos: La Cosquilla (que sería transmitida por el canal 4) y La Matraca, que se mantendría en Panamericana hasta fines de la década.
En 1969 se inicia la era de las transmisiones vía satélite en Perú, con la cobertura del viaje del hombre a la Luna en la misión del Apolo XI, a cargo de Panamericana, que incluso instaló pantallas gigantes en el frontis de su local.
Durante los años 1960 y 1970 Panamericana inició un proceso de expansión por el país, instalando repetidoras en Arequipa (15 de agosto de 1959, inicialmente como estación independiente denominada "Canal 2 Televisión Sur Peruana" y que posteriormente se afilió a Panamericana), Trujillo (junio de 1960), Piura (agosto de 1960), Chimbote y Cuzco (febrero de 1966), Chiclayo (octubre de 1966), Tacna (septiembre de 1974) y Pucallpa (mayo de 1976). Lo que convirtió al canal en el segundo con mayor cobertura a nivel nacional, abarcando más del 81% del territorio (solo después del canal del Estado) y adquiriendo la denominación de cadena de televisión.

### Década de 1970
Su época de oro se dio con las telenovelas en la década de 1960 y 1970, las cuales eran producidas en el canal y eran exportadas al resto de Latinoamérica. Un hito importante en este aspecto fue Hermanos Coraje (1972), proyecto peruano en México en sociedad con Televisión Independiente de México, que tuvo entre sus protagonistas a Fernando Larrañaga, quien terminó mudándose a México para continuar allá su carrera actoral. Algo similar ocurrió con Ricardo Blume, actor que protagonizó Simplemente María (1969-1972), quien continuó en ese país actuando, y que reconoció que lo que logró profesionalmente fue gracias al canal. También se destaca a Natacha (1970), protagonizado por la peruana Ofelia Lazo y el mexicano Gustavo Rojo.
Otra de las telenovelas que tuvo trascendencia internacional fue Nino, las cosas simples de la vida, una coproducción peruano-argentina entre Panamericana Televisión y Canal 13 de Argentina, siendo emitida entre los años 1971 y 1972. Fue protagonizada por el primer actor argentino Enzo Viena, junto a las peruanas Gloria María Ureta y Elvira Travesí. Estuvo realizada por el productor peruano José Enrique Crousillat. Siendo dirigida por Alberto Terry y el argentino Martín Clutet. Esta telenovela fue producida en Buenos Aires, ya que los hermanos Delgado Parker decidieron que las grabaciones se realizarían en ese país, dado que el Perú estaba en aquel entonces bajo la dictadura militar, cuyo gobierno no veía con buenos ojos a las telenovelas. 
En 1971, se produciría la telenovela El Adorable Profesor Aldao, protagonizada por la entonces novata actriz Regina Alcóver y el actor mexicano Julio Alemán; al igual que Rosas para Verónica, protagonizada por Saby Kamalich e Ignacio López Tarso. El 9 de noviembre de ese mismo año, el Estado intervino las instalaciones de todas las emisoras de televisión del Perú, aunque recién al día siguiente, el 10 de noviembre, la dictadura militar del general Juan Velasco Alvarado pública el decreto que declara la expropiación del 51 % de las acciones de todas las estaciones de televisión del Perú y el 25 % de las acciones de las emisoras de radio.

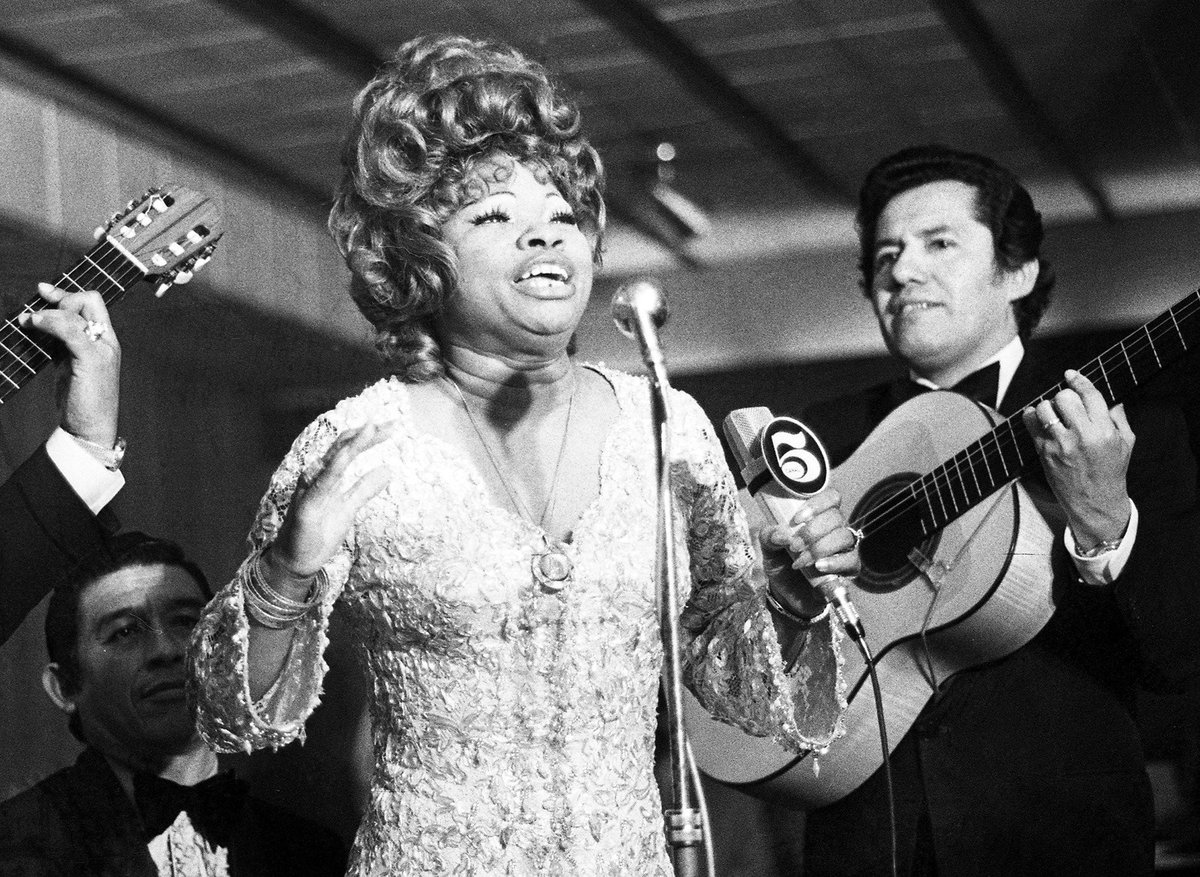
Lucha Reyes cantando en el aniversario 13 de Panamericana, el 16 de octubre de 1972.

Durante esos años, la estación fue manejada por la OCI (un ente de la dictadura) y luego por la productora de contenidos Telecentro (también controlado por el gobierno). Esta última entidad, habría sido formada a iniciativa de Genaro Delgado Parker como una forma de mantener el control de la producción televisiva en manos privadas. Sin embargo, el gobierno se adueñó del organismo, volviéndolo un "elefante blanco" de la dictadura, y cuya operación fue totalmente ineficiente.
Es durante esta etapa que los dueños de los canales de televisión y prensa deciden realizar un autoexilio del país. Manuel Delgado Parker viajó a Buenos Aires, dando el alcance a Héctor y Genaro, que en ese tiempo ya no residían en Perú; deviniendo en el control total por parte del Estado de este y del resto de canales privados de televisión. Los hermanos Delgado Parker no regresarían de manera definitiva hasta 1978 cuando la dictadura, ya con Francisco Morales Bermúdez al poder, llamó a elecciones para la Asamblea Constituyente y se inició el retorno a la democracia.
En 1973, se lanzó el noticiero 24 Horas, que al poco tiempo se convirtió en el informativo más visto del país, emitiéndose hasta la actualidad y que terminó desplazando al noticiario original, El Panamericano, que sería cancelado definitivamente en 1987 por baja audiencia. Así mismo, por el lado del entretenimiento nacen dos programas característicos de ésta década: Telecholo (protagonizado por el popular comediante Tulio Loza) y Teatro como en el Teatro, dirigido y protagonizado por el actor de origen español José "Pepe" Vilar, programa distintivo por mostrar obras de teatro interpretadas por jóvenes (entre ellos, Adolfo Chuiman, Aurora Aranda o Bettina Oneto) y veteranos actores.
A principios de 1978, el canal inició sus primeras transmisiones experimentales en colores, las cuales alcanzarían su mayor intensidad con la emisión de los partidos de la Copa Mundial de Fútbol de 1978 totalmente en color con el sistema NTSC. En 1979, el canal cambia de logo y simplifica su nombre comercial por el de "PanTel". De igual forma, el área de prensa también adoptó el color y las filmadoras de 16 mm en blanco y negro fueron sustituidas por cámaras de video JVC, aunque las filmadoras de 16 mm serían usadas para realización de promociones hasta inicios de 1980.

### Década de 1980
En marzo de 1980 se lanzó el programa cómico Risas y Salsa como una sucesión de El tornillo, que había dejado de emitirse como tal cinco años antes. A partir de mayo de ese mismo año, Panamericana decidió transmitir en su totalidad a colores e interconectar todas sus emisoras por microondas, con lo que logró una sola programación unificada en todo el país. El 28 de julio de ese año, inaugurando su gobierno democrático, el presidente Fernando Belaúnde Terry devolvió Panamericana Televisión a Genaro, Héctor y Manuel Delgado Parker. En 1981 fue el segundo servicio peruano de televisión en iniciar su programación al amanecer con Buenos Días, Perú, tres meses después de que el Canal del Estado lanzara una edición matinal de Telediario. Fue entonces cuando el área informativa de la cadena pasó a denominarse «Panamericana Noticias», denominación que décadas más tarde se abandonó por razones desconocidas y que se retomó nuevamente en 2018. 
En 1980, y apenas recuperada la televisora por parte de sus legítimos propietarios, se reactiva su área dramática, produciendo telenovelas y series que serían muy recordadas por la teleaudiencia. Algunas de ellas fueron: Tres mujeres, tres vidas; La tía Julia y el escribidor; Gamboa; Páginas de la vida; Barragán; Los Pérez-Gil; entre otras. Sin embargo, sería recién con la telenovela de estilo juvenil, Carmín, protagonizada por Roberto Moll y Patricia Pereyra, que la televisora volvería a exportar sus producciones a otros países de la región.
En diciembre de 1982, se lanza el programa de análisis informativo Panorama, como reemplazo de La Torre de Babel, conducido por el escritor Mario Vargas Llosa. Dirigido inicialmente por Patricio Ricketts y producido por Fernando Schiantarelli, su primer conductor fue Guido Lombardi Elías, con las narradoras Ana Luisa Herrera y Susana Alcántara. El programa estuvo caracterizado en sus primera etapa, como un programa que analizaría la situación del país en temas de economía, política, relaciones internacionales, ciencia, cultura y deporte.
En 1983, además de sus producciones nacionales, Panamericana apostó por importar series de televisión extranjeras.
En 1984, el canal lanzó el servicio denominado "Teleavisos", mediante el cual los pequeños y medianos empresarios podían vender y ofrecer sus productos a través de la contratación, a precio módico, de espacio publicitario (colocado en las mañanas, en conjunto con Buenos días, Perú) transmitido a nivel nacional. Este sistema duraría hasta mediados de la década de 1990.
A pesar de la fuerte crisis económica e inestabilidad interna del primer gobierno de Alan García, Panamericana continuó ampliándose durante esos años. Fue en 1987 cuando Gisela Valcárcel dejó su rol de bailarina en Risas y Salsa  y debutar como presentadora en Aló Gisela, el cual se estrenó el 28 de octubre de ese año y que se emitió hasta 1992, luego del cual continuaría una exitosa carrera en televisión.
En marzo de 1989, Panamericana reemplazó su red de microondas por la transmisión vía satélite, lanzando la señal del Canal 5 VHF de Lima al satélite Panamsat (siendo el primer canal peruano en realizarlo), por el cual realizó una ceremonia con transmisión desde Quito y Santiago. Paralelamente, los Lindley decidieron vender sus acciones a los hermanos Delgado Parker. Entonces se crearon nuevas estructuras accionarias en las empresas del grupo. Se forma DELPARK S.A. Holding, que reúne a Panamericana Televisión S.A., Radio Programas del Perú S.A. y SUR Inc. Una vez formada la nueva estructura societaria y habiéndose logrado importantes metas en la empresa, Genaro Delgado Parker renunció como presidente ejecutivo del grupo, siguiendo en DELPARK S.A. solo como accionista. La dirección de la empresa quedó entonces en manos de Héctor y Manuel Delgado Parker.
El 14 de agosto de 1989, se emite Fantástico, un programa de concursos bajo la conducción de Rocky Belmonte, Katia Crovetti y Franco Scavia, el cual alcanzó altos picos de audiencia en pocos meses de haber sido lanzado al aire ese mismo año.

#### Secuestro de Héctor Delgado Parker
El 4 de octubre de 1989, el grupo terrorista MRTA raptó a Héctor en un sonado caso policial que duró seis meses (todo el proceso electoral de 1990). El entonces editor general y presidente del directorio de Panamericana, fue interceptado mientras se dirigía a las instalaciones de la televisora en la Avenida Arequipa (específicamente, en la calle Torres Paz). Fue entonces cuando, de una camioneta color guinda, salieron hombres encapuchados que dispararon contra el auto del empresario, logrando varias de ellas penetrar en el vehículo blindado. Sin embargo, tuvieron que utilizar una comba para poder extraer a Héctor del automóvil.
Luego de varios intentos, rompieron el vidrio del lado del conductor disparando en el interior, asesinando en el acto al chofer, Fredy León Araujo, e hiriendo tanto al empresario como a su guardaespaldas, Luis Neyra Granados. El automóvil recibió un total de 42 disparos. Según palabras de Héctor, aquel día recibió dos disparos en la cadera y uno en el pecho, cuyas balas serían extraídas por un médico que se las "obsequió de recuerdo" y cuidaría de él durante aproximadamente el primer mes de su aprisionamiento en una celda que contaba con dos metros de largo, un metro y medio de ancho y dos metros diez de alto.
Varias personalidades alzaron su voz tanto de apoyo como de solidaridad con la familia del empresario, y repudiando el secuestro por parte del bando emerretista, entre ellos el entonces cardenal Juan Landázuri.
La familia Delgado Parker tuvo que acceder a una serie de condiciones dadas por el grupo terrorista para que el empresario fuese liberado. Algunas de ellas fueron: la divulgación de un reportaje sobre la situación social en el departamento de San Martín (dicho sea de paso, donde ocurrió una masacre en la ciudad de Tarapoto en aquel año); la difusión de una entrevista del cabecilla Víctor Polay, recluido en el Penal de Canto Grande; la transmisión de una proclama de su dirigente Néstor Cerpa; la repartición de víveres en barrios populares y la entrega de una suma considerable de dinero en dólares (en una entrevista con Milagros Leiva, Genaro Delgado diría que pagó más de 3 millones dólares por el rescate). Más adelante, el 21 de abril de 1990, fue finalmente puesto en libertad en una calle de Miraflores. 
Durante ese periodo de tiempo, la dirección de Panamericana pasó a ser manejada por el hermano de Héctor, Manuel Delgado Parker y más adelante por Hector y Arturo Delgado Pastorino. El canal entró en una nueva etapa más competitiva, al igual que las demás estaciones televisivas peruanas, debido a la incipiente introducción de la televisión por cable.

#### El Coliseo Amauta
Panamericana adquirió, a principios de la década de 1980, el Coliseo Amauta, con capacidad para 20 000 espectadores, y en esos terrenos se edificó el Estudio Maestro del Coliseo Amauta para la realización de nuevas producciones y eventos, comenzando en 1981 con el concierto de Menudo, el Concurso de Miss Universo 1982, el festival OTI 1982, el concierto de Raffaella Carrà en 1979 y 1981, la cena de gala por las Bodas de Plata de Panamericana Televisión en 1984, el concierto de Soda Stereo en 1987, entre otros acontecimientos importantes.
En 1989 con la telenovela El hombre que debe morir, historia original de la escritora brasileña Janete Clair, con la peruana Diana Quijano y el actor mexicano Raymundo Capetillo en los roles estelares. Estuvo dirigida por Humberto Polar Delgado.
Además, aparte de Nubeluz, allí se grabaron los remakes de Natacha (1990), Gorrión (1994) y Nino (1996).
Así mismo las teleseries Casado con mi hermano (1992-1994) Fandango (1992) y Taxista Ra Ra (1998), las telenovelas Gabriela (1998) y Travesuras del corazón (1998).
Finalmente, en 2001 se realizaron en las instalaciones del Amauta la telenovela familiar 1000 Oficios y el programa de medianoche sabatino Gisela, bajo la conducción de Gisela Valcárcel.
A consecuencia del final de la administración judicial de Genaro Delgado Parker en 2009, cuando ocurre el cambio de logo e imagen del canal y tras la recuperación de la estación, el Coliseo Amauta fue rematado por el INDECOPI. Actualmente, los dueños del recinto son la Comunidad Cristiana "Agua Viva". Precisamente, la mencionada comunidad religiosa se encontró envuelta en una serie de cuestionamientos por la adquisición del coloso con dinero, cuyo origen, se encuentra bajo sospecha de lavado de activos.

### Década de 1990
En 1992 el canal se anduvo a los documentales, por propuesta de futuro presentador Alejandro Guerrero, en ese entonces reportero de Panorama. A partir de un reportaje sobre el parque nacional del Manu, posteriormente se consolidaron en horario estelar con la serie Reservas naturales. Además, produjo la Reynos del bosque sobre las incultas incaicas.
A fines de 1993, Panamericana firmó un contrato exclusivo con Prodin Perú para la transmisión y grabación de la llegada, el concierto y la realización de entrevistas, por parte del cantante Michael Jackson, quien haría una parada en Lima como parte de su gira Dangerous World Tour. Sin embargo, y a pesar de haber realizado un gran despliegue técnico, informativo y publicitario anunciado lo que sería el arribo del Rey del Pop, Jackson no llegó a la capital peruana, esto debido tanto por problemas de salud como por el escándalo acaecido ese mismo año en su contra. Ello causó que el contrato fuese rescindido y el dinero de los boletos vendidos del concierto, devuelto a sus compradores.
Un programa que vale también destacar es Nubeluz, espacio infantil iniciado en 1990 que tuvo gran éxito en toda Hispanoamérica, siendo el único programa peruano de Panamericana que transcendió fronteras a nivel internacional en esa década. Sin embargo, en 1994 la muerte de Mónica Santa María ocasiona la debacle del programa, provocando una leve recesión a Panamericana, que se agrava poco después con la cancelación del programa dominical de concursos El Baúl de la Felicidad, puesto que la empresa que solventaba los premios se declaró en quiebra y el canal tuvo que asumir los millonarios costos de los mismos. A esto se sumó la emigración de varias de sus figuras hacia otras cadenas, lo que conllevó al canal a perder su primer lugar en sintonía, quedando en el segundo a tercer lugar.
En 1995 la telenovela Canela fue el primer melodrama peruano en grabarse íntegramente fuera de Lima, puesto que se desarrolló totalmente en Arequipa, con la participación de Astrid Gruber y Diego Bertie. Ese mismo año, fallece Héctor Delgado Parker, legando su participación accionaria en la televisora a sus hijos. El 10 de septiembre, se estrena el programa Teledeportes, siendo su primer conductor el comentarista y periodista, Micky Rospigliosi. El programa estaría dedicado al análisis deportivo, nacional e internacional, teniendo como principal tema de discusión el área futbolística profesional.
Para octubre de 1995, la familia Delgado Parker consiguió realizar negociaciones con un nuevo empresario, Ernesto Schütz Landázuri. En diciembre de 1996, el propio Schütz asumió la presidencia ejecutiva del holding y de Panamericana Televisión S.A, posteriormente accionista mayoritario de la empresa. Bajo la nueva gestión se inició el reordenamiento financiero y patrimonial del canal, incluyendo una nueva imagen, que con diversas modificaciones se mantuvo en pantalla y en todos los soportes hasta octubre del 2004. También se invirtió una gran cantidad de dinero en la empresa, renovando los equipos y reactivando la producción nacional con programas como Tus tardes con July, con el cual July Pinedo regresa a la televisora luego de dos años; Ronco de Noche, con Román "Ronco" Gámez; y Gana con ganas, conducido por Christian Thorsen junto con Pinedo. Con estos cambios, Panamericana recupera su posición como el canal más visto del país en el año 2000 después de cuatro años de haber estado en segundo lugar.
Este nuevo orden administrativo se vio, de igual forma, reflejado en los programas producidos ese año, que aumentaron tanto en cantidad como en calidad, como Tornasol, programa infantil con Antuané y Anabel Elías; La Movida de los Sábados, programa musical con Janet Barboza, que tendría a la par otros dos programas similares en la televisora; así como también en el área dramática, que estaría bajo una alianza entre Panamericana e Iguana Producciones, iniciando con la teleserie Andrea, tiempo de amar (protagonizada por Marco Zunino y María Pía Copello), y la telenovela, Travesuras del corazón.
En 1999, el noticiero 24 Horas se relanza, expandiendo su cobertura más allá de la edición central bajo distintas ediciones: mediodía y sabatina (que duran hasta la actualidad); matinal (reemplazando con ello a Buenos Días, Perú, pero por un espacio breve de dos años); y dominical (que se mantendría hasta el regreso de la administración Schütz Freundt en 2009, cuando es cancelado, siendo relanzado catorce años más tarde). De igual forma, se transmite el programa de corte informativo dominical Reportajes (en reemplazo del programa Domingo a domingo), conducido por la hasta entonces reportera de Panorama, Pamela Vértiz y luego por la ex reportera del programa antes mencionado Melissa Peschiera. En el área del entretenimiento, el canal transmitió los programas Mónica y Vale la pena soñar, conducidos por Mónica Zevallos y los Ambulantes de la Risa, programa cómico que reemplazó a Risas y salsa ese año. Tantos estos como otros programas que se lanzaron ese año, tuvieron altos índices de audiencia.
El 1 de febrero de 1999, falleció el icónico presentador de Trampolín a la Fama, Augusto Ferrando, a los 80 años. En octubre de ese año, el canal cumplió 40 años de transmisiones, realizando una serie de homenajes y entrevistas a sus figuras más destacadas, produciendo con ello un programa especial denominado La Antología, presentado por la periodista Mónica Delta.

### Década de 2000
En 2000, Panamericana contaba con 102 estaciones conectadas vía satélite Panamsat, lo que le permitía cubrir el 98 % del territorio nacional. Gracias a este satélite, estaba presente en otros países como Ecuador, Colombia, Venezuela, Brasil y Chile. El canal emitía series de animación para adultos como Neon Genesis Evangelion y South Park, aunque fueron promocionadas para la «telelata infantil». Ese mismo año, Telefónica del Perú anunció una oferta para comprar el canal.
Entre 2001 y 2003, Panamericana estaba en el primer lugar tanto en audiencia como en cuota de pantalla, gracias a las telenovelas brasileñas de la Rede Globo, como El clavel y la rosa, Puerto de los milagros y El clon. La telenovela colombiana Yo soy Betty, la fea (los mismos que después serían vistos por ATV) y varias producciones propias como 1000 Oficios, que durante más de dos años fue la producción nacional de mayor sintonía en el horario estelar de las 8:00 p. m., gozaban de buena aceptación del público. También contaban con la presencia de populares cómicos como Fernando Armas, Hernán Vidaurre y Guillermo Rossini, quienes entretenían con el programa humorístico 24 minutos, parodia del noticiero 24 horas, en el horario nocturno de las 11:00 p. m.

#### Crisis administrativa del canal
La crisis administrativa de Panamericana Televisión fue un periodo crítico en la historia del canal peruano comprendido entre 2001 y 2009. Esta crisis se visibilizó por el escándalo de los vladivideos, en el que se vio involucrado el entonces mayor accionista, Ernesto Schütz Landázuri (dueño de la cadena entre 1997 y 2001), lo que generó un enfrentamiento judicial por el control del canal entre la familia Schütz y Genaro Delgado Parker, también involucrado en el mismo escándalo de corrupción del régimen de Alberto Fujimori, habiendo entre ambas partes notorios intereses particulares.
Este enfrentamiento administrativo-judicial causó el cese de transmisiones de Panamericana entre el 18 y el 26 de julio del 2003, siendo la primera vez en su historia desde su creación en octubre de 1959 que el canal deja de transmitir de forma regular su señal, luego que el Ministerio de Transportes y Comunicaciones suspendiera su licencia tras emitir de forma ilegal dos señales diferentes en el espectro radioeléctrico peruano. De aquellos sucesos se evidenció también la poca independencia del Poder Judicial ante el caso, lo que facilitó la posterior huida de Schütz a Suiza, y la falta de medidas para extraditarlo. Según David Waisman se trató de una muestra de la corrupción del país en ese entonces. Entre 2002 y 2003 el canal acumuló deudas de casi 80 millones de soles.

### Década de 2010
El 15 de febrero de 2010, se anunció que Panamericana Televisión se acogió de manera voluntaria a un proceso preventivo ante INDECOPI para evitar un riesgo de insolvencia económica y poder negociar con sus acreedores un esquema de pago para cubrir la deuda generada durante la administración judicial genarista.

Ese mismo año se reinician las inversiones en la televisora y se inaugura un nuevo transmisor en el Morro Solar luego de más de 30 años de funcionamiento del antiguo. También se cambiaron los transmisores y otros equipos de las filiales al nivel nacional. En 2011, el canal reemplaza el programa Reportajes por El Dominical de Panamericana, conducido por Paco Flores hasta su salida en julio de 2022.
En 2012 se producen varios cambios en el canal. En cuanto al área de prensa, el periodista Renato Canales ingresó como el nuevo gerente de informaciones, dejando a Augusto Thorndike solo como director periodístico de 24 Horas. Los programas informativos fueron renovados: Buenos Días Perú conducido por los periodistas Claudia Cisneros y Jaime Chincha, mientras que 24 Horas empezó a ser conducido por Marisol García y Raúl Tola. El 14 de abril de 2012, reapareció luego de 25 años el noticiero El Panamericano, esta vez como un informativo matutino de los sábados que reemplaza a la edición sabatina de Buenos Días, Perú, pero debido a su baja audiencia, fue cancelado.
El 11 de abril de 2013, el Tribunal Constitucional emitió un importante fallo a favor de Panamericana en el cual sentenció que la administración judicial al que estuvo sometida fue ilegítima y perjudicial para el canal, siendo el Estado el responsable de tal situación al haber designado al administrador judicial. En julio de ese año, Panamericana Televisión se incorporó a la Sociedad Nacional de Radio y Televisión integrada por las principales empresas radiodifusoras del Perú, por lo que se encuentra sometida a los estatutos, reglamentos, código de ética y procedimientos de autorregulación de este gremio.
En abril de 2014, el Tribunal Constitucional declara fundada la demanda entablada por Panamericana Televisión y, en consecuencia, declara "extinta" la deuda tributaria generada entre el 24 de febrero de 2003 y el 8 de junio de 2009. En septiembre del mismo año, se anunció el ingreso del venezolano Leonardo Bigott Salazar (quien fue gerente general de Televen, una cadena de televisión de Venezuela) como nuevo gerente general de Panamericana Televisión. Por su parte, Federico Anchorena asumió el cargo de vicepresidente del directorio hasta 2017, cuando se traslada a ATV.
 En junio, al cumplirse 5 años del retorno de la administración Schütz a la cadena, el canal realizó un documental denominado "Panamericana: Historia no contada de un despojo". En él, muestran las aparentes razones que llevaron a que el canal fuera puesto bajo una administración judicial, aduciendo una clara intervención por parte del poder Ejecutivo a cargo del entonces presidente de la república, Alejandro Toledo, y las consecuencias financieras que esto trajo a la televisora. En diciembre de ese año, el Tribunal Constitucional rechazó el pedido de la Procuraduría de la SUNAT de anular la sentencia emitida por este ente donde señalaba que Panamericana Televisión no debía pagar los más de S/105 millones de deuda tributaria generada en la ilegítima administración de Genaro Delgado Parker.
En 2015, en pleno proceso de reordenamiento del canal y con una situación financiera renovada, se realizaron cambios radicales: desde ese año, Panamericana se centró en una programación para el público femenino, hizo que el 70 % de su programación fueran producciones originales del canal y estableció un plan estratégico para los próximos 5 años. También retomó las alianzas con las cadenas TV Azteca, Caracol TV, Telemundo y Ecuavisa, y llegó a un acuerdo de alianza estratégica con su competidor Latina Televisión. Sin embargo, ese mismo año, el canal perdió a una de sus figuras más emblemáticas: el periodista Humberto Martínez Morosini, que fue el símbolo del canal durante más de treinta años. Mientras tanto, la empresa inversora de Panamericana, Telespectra, fue dada de baja y reemplazada por Panamericana Televisión Inversiones (que ya funcionaba hace tres años) bajo el mismo mando de Schütz Freundt.
En mayo de 2016, el programa de corte periodístico Las cosas como son, espacio contratado que no pertenecía al área de prensa de Panamericana, se vio envuelto en un escándalo al haber transmitido un audio adulterado del piloto Jesús Vásquez, supuesto exinformante de la DEA que denunció que Joaquín Ramírez, por entonces congresista del partido político Fuerza Popular y persona cercana a Keiko Fujimori, estaba siendo investigado por lavado de activos en Estados Unidos. En el audio, Vásquez supuestamente afirmó que lo declarado en contra de Ramírez había sido falso. Sin embargo, más adelante se descubrió que el audio había sido editado. Ello causó que el programa fuese suspendido de la programación y posteriormente cancelado por órdenes de la gerencia de la cadena. De igual forma, Pedro Arbulú, miembro del directorio de la televisora, renunció a su cargo tras revelar que José Chlimper, secretario del mencionado partido, le entregó los mencionados audios.
A mediados de ese año, la señal en resolución estándar cambia de relación de aspecto de 4:3 a 16:9 y pasa a reescalar la señal de alta definición directamente. 
Tras 8 años de perder la administración de Panamericana, Genaro Delgado Parker, uno de los fundadores de la televisora, murió el 27 de mayo de 2017, a los 87 años de edad.
El 28 de julio de 2018, el canal renovó su área periodística con la creación del Centro de Noticias de Panamericana, haciendo de este el único espacio para sus programas periodísticos y con ello, reactivando "Panamericana Noticias", nomenclatura con la que anteriormente se denominó el área informativa del canal hasta inicios de la década anterior. De igual forma, la cadena comenzó a emitir telenovelas colombianas, brasileñas e indias que anteriormente las transmitía el canal ATV.
En 2019, Panamericana retoma la emisión de eventos deportivos con la transmisión de la Liga 1 de fútbol y la transmisión de los Juegos Panamericanos (en colaboración con Latina TV y TV Perú), además de transmitir los Premios Platino de ese año.[cita requerida] El 16 de septiembre de 2019, falleció Manuel Delgado Parker, quien fuera uno de los fundadores de Panamericana Televisión, así como ex-gerente y exmiembro del directorio del mismo hasta mediados de la década de 1990.

### Década de 2020

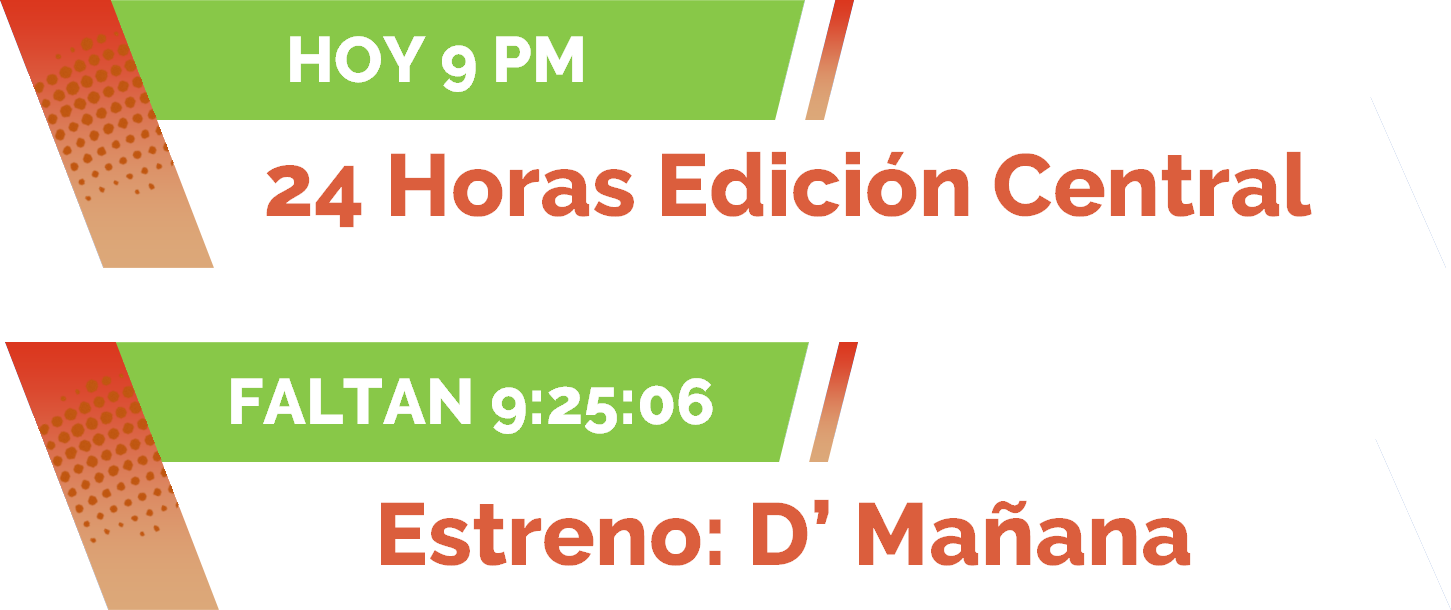
Publimoscas de Panamericana Televisión durante el 2020. ubicados en la parte superior derecha. Arriba se ve el publimosca sobre los programas que darán más adelante. Abajo se ve el publimosca sobre el programa en estreno con la cuenta regresiva.

En abril de 2020, por la pandemia del COVID-19, la emisora estableció una alianza con USMP TV (canal de la Universidad de San Martín de Porres) para la emisión de un programa educativo denominado Tiempo para Aprender, en el horario matinal del canal. De igual forma, la televisora adquirió el 10% de las acciones de aquel canal cultural, convirtiéndose en accionista minoritario. Además, el programa Aprendo en Casa, espacio producido por el IRTP, es transmitido por Panamericana y por el resto de los principales canales privados de televisión. Esto lo hizo hasta fines de ese año.
El 5 de septiembre de ese año, Panamericana emitió el Freestyle Knockout 2020, el primer evento de rap en ser transmitido en señal abierta en el Perú. Asimismo, en el aniversario 61 de la televisora se renovó la imagen corporativa de la empresa, modificando el logo tricolor por un tono albo monocromático. 
Desde abril hasta julio de 2021, Panamericana realizó una amplia cobertura de las elecciones generales de Perú, haciendo uso de corresponsales tanto en el interior como en el exterior del país, gracias a la reactivación de sus alianzas con canales del extranjero. Desde que Genaro Delgado Parker dejara la administración de la empresa a mediados de 2009, el uso de corresponsales fue impracticable por las limitaciones económicas del canal en ese entonces.
Asimismo, a fines del mismo año, Panamericana renueva su área de entretenimiento al añadir en su programación nuevos espacios como Noche de Patas, conducido por Andrés Salas, Óscar López Arias y Gonzalo Revoredo; Por Dios y por la Plata, conducido por el comediante Carlos Galdós; y Dilo fuerte, con la abogada Lady Guillén.
En febrero de 2022, y luego de casi 19 años, la periodista y conductora de noticias Mávila Huertas, retornó a Panamericana bajo la conducción de un nuevo programa de análisis político denominado 2022 en 24 Horas. En junio de ese año, el canal anunció la retransmisión de la exitosa telenovela colombiana, Yo soy Betty, la fea, después de más de 20 años y coincidentemente, luego de su salida de la plataforma de streaming, Netflix.
En diciembre, en medio de las protestas convocadas por simpatizantes del depuesto presidente de la república, Pedro Castillo, las instalaciones de la televisora ubicadas en la avenida Arequipa, sufrieron un atentado en el que la fachada resultó gravemente afectada. Los supuestos manifestantes —que han sido catalogados como «vándalos» por los hechos cometidos— llegaron con piedras que utilizaron para romper la puerta de vidrio y parte del ventanal del segundo y tercer piso; además, mostraron intenciones de quemar el local de la televisora. Esto fue parte de los ataques a los principales medios de comunicación, los cuales son catalogados como «prensa basura» por parte de los grupos y organizaciones sociales vinculadas a la izquierda peruana. Eventualmente, para fines de 2023, el local es remodelado reponiendo los vidrios rotos de ventanas y la puerta de acceso de la Av. Arequipa y con las paredes limpiadas y repintadas.
También en 2023, Panamericana vuelve a hacer una preventa de forma independiente después de 13 años, iniciando dentro del programa Préndete. El 2024, se haría una preventa similar. En esta última, se realizó una asociación con la agencia de branding y diseño Boost con el fin de repotenciar la marca de Panamericana más allá de los televisores tradicionales.
En 2025, Susana Umbert anunció que tiene previsto realizar producciones para Panamericana Televisión. Pati Lorena, una de las productoras mencionadas por el canal, señaló que se estaban planeando nuevas entregas de los programas históricos Vale la pena soñar, Yo soy y El valor de la verdad. En febrero del mismo año, el periodista Beto Ortiz fue presentado como el nuevo integrante del canal, tras regresar a dicha casa televisiva 14 años después para presentar su programa El valor de la verdad. 
Ese mismo año, la producción anunció el relanzamiento de La movida de los sábados en sustitución del programa Porque hoy es sábado con Andrés, que se realizará sin la presencia de Janet Barboza.

## Administración

### Propietarios del canal (1959 - presente)
| Propietarios                                        | Periodo |
| --------------------------------------------------- | --- |
| Hermanos Delgado Parker (Genaro, Héctor y Manuel)   | 1959 - 1974 / 1980 - Diciembre 1996                                                                             |
| Familia Lindley                                     | 1959 - 1974 / 1980 - 1989                                                                                       |
| Telecentro (subsidiaria del Estado peruano)         | 1974 - 1980 |
| Ernesto Schütz Landázuri                            | Diciembre 1996 - octubre de 2001                                                                                |
| Ernesto Schütz Freundt (*)                          | Octubre de 2001 - 24 de febrero de 2003 11 de julio de 2003 - 18 de junio de 2004 8 de junio de 2009 - presente |
| Genaro Delgado Parker (como administrador judicial) | 24 de febrero de 2003 - 11 de julio de 2003 18 de junio de 2004 - 1 de junio de 2009                            |
| SUNAT                                               | 1 - 3 de junio de 2009                                                                                          |
| Gremio de Trabajadores de Panamericana Televisión   | 3 - 8 de junio de 2009                                                                                          |

(*) El directorio de Panamericana Televisión está dividido en tres empresas que mantienen el 33.3 % de las acciones de la televisora cada una. Estas son: Panamericana Televisión Inversiones S.A.C.; Tele Futura S.A.C; y Panamericana Investments Holdings S.A.C.

## Señales

Logo del lanzamiento de la señal en alta definición (HD) del canal, en abril de 2014.

Panamericana Televisión cuenta con las siguientes señales; transmite una señal en Bolivia como repetidora internacional.

### Señal en alta definición
El gerente general de aquel momento Federico Anchorena anunció en marzo de 2012 el inicio de la producción de programas en alta definición. El 1 de abril de 2012, dos años después de que lo hicieran oficialmente sus principales competidoras, el canal inició transmisiones de prueba por la TDT en el canal 26 UHF de la ciudad de Lima. Desde el 13 de abril de 2012 está oficialmente en el aire en SD. La señal en HD recién fue lanzada al aire en abril de 2014, siendo el último de los canales llamados "grandes" en transmitir en HD en Lima, bastando únicamente de dos años para adaptarse a esta tecnología por completo.
Siguiendo esa línea, desde 2018, Panamericana expandió su cobertura en alta definición en las ciudades de Piura, Chiclayo, Trujillo, Huancayo, Arequipa y Cuzco, como parte de la implementación de la televisión digital terrestre (TDT).

### Analógica terrestre
Era la señal original del canal, emitida desde su fundación el 16 de octubre de 1959 en Lima por el canal 13 VHF (210-216 MHz). En 1965, esta se traslada al canal 5 VHF (76-82MHz). En ese entonces se transmitía en monocromático (blanco y negro) hasta 1978, cuando comenzó a emitir en color usando NTSC 480i a 59,97 bandas por segundo. En 1992, comienza a emitir en sonido estereofónico. Se transmitía en 4:3 y desde 2014, cuando comenzaron las producciones en alta definición, siempre se emitía con pan and scan. Desde mediados de 2016, la señal se emite en 16:9 al unificarse con la señal en HD. Esta señal dejó de transmitirse en Lima y Callao el 31 de diciembre de 2024, tras completarse la primera parte del apagón analógico.

### Señal TDT
Es la señal principal del canal, la cual transmite en el canal 26 UHF Multiplex de Lima (542-548 MHz) de la televisión digital terrestre desde abril de 2014. Estas son:	
| Canal virtual          | Contenido |
| ---------------------- | --- |
| 5.1 Subcanal HD        | Es la señal en alta definición del canal, lanzada en abril de 2014, emite en 1080i a 60 bandas por segundo. Desde su lanzamiento, se emite con el mismo logo en pantalla que en la señal SD, sin las siglas «HD» como en otros canales. Sus antiguas producciones en resolución estándar 4:3 se emitían con pillarbox. A mediados de 2016, se unifica la señal HD con la SD, pasando esta última a retransmitir la programación de la señal HD en 16:9. Desde ese instante, se convirtió en la señal principal de Panamericana. |
| 5.2 Subcanal SD        | Es la señal en resolución estándar del canal, lanzada el 13 de abril de 2012. Se emite en 480i a 60 bandas por segundo. De 2012 al 2016, emitía la misma programación que la señal analógica a 4:3. Desde mediados de 2016, la señal se emite en 16:9 al igual que la señal HD. |
| 5.3 Panamericana Móvil | Es la señal 1seg para celulares, lanzada en 2012. Se emite en 240p a 30 fotogramas por segundo. De 2012 a 2016, emitía lo mismo que la señal analógica a 4:3. Desde mediados de 2016 la señal se emite en 16:9 al igual que la señal HD. |

De igual forma, el canal transmite mediante el canal 26 UHF a las regiones de: Áncash, Cuzco, Ica, Junín, La Libertad, Lambayeque, Loreto, Puno y Tacna, mediante el canal 31 UHF la región de Arequipa; y mediante el canal 28 UHF la región de Ayacucho.

## Logotipos

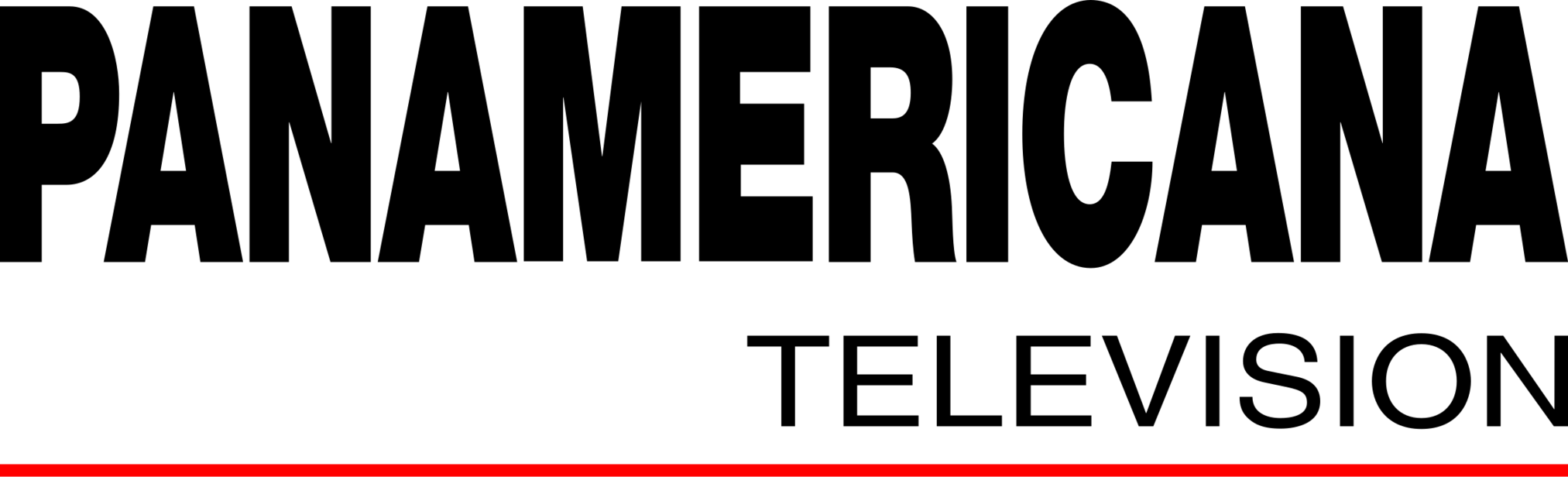
2009
2009
2009
2009-2012
2012-2013
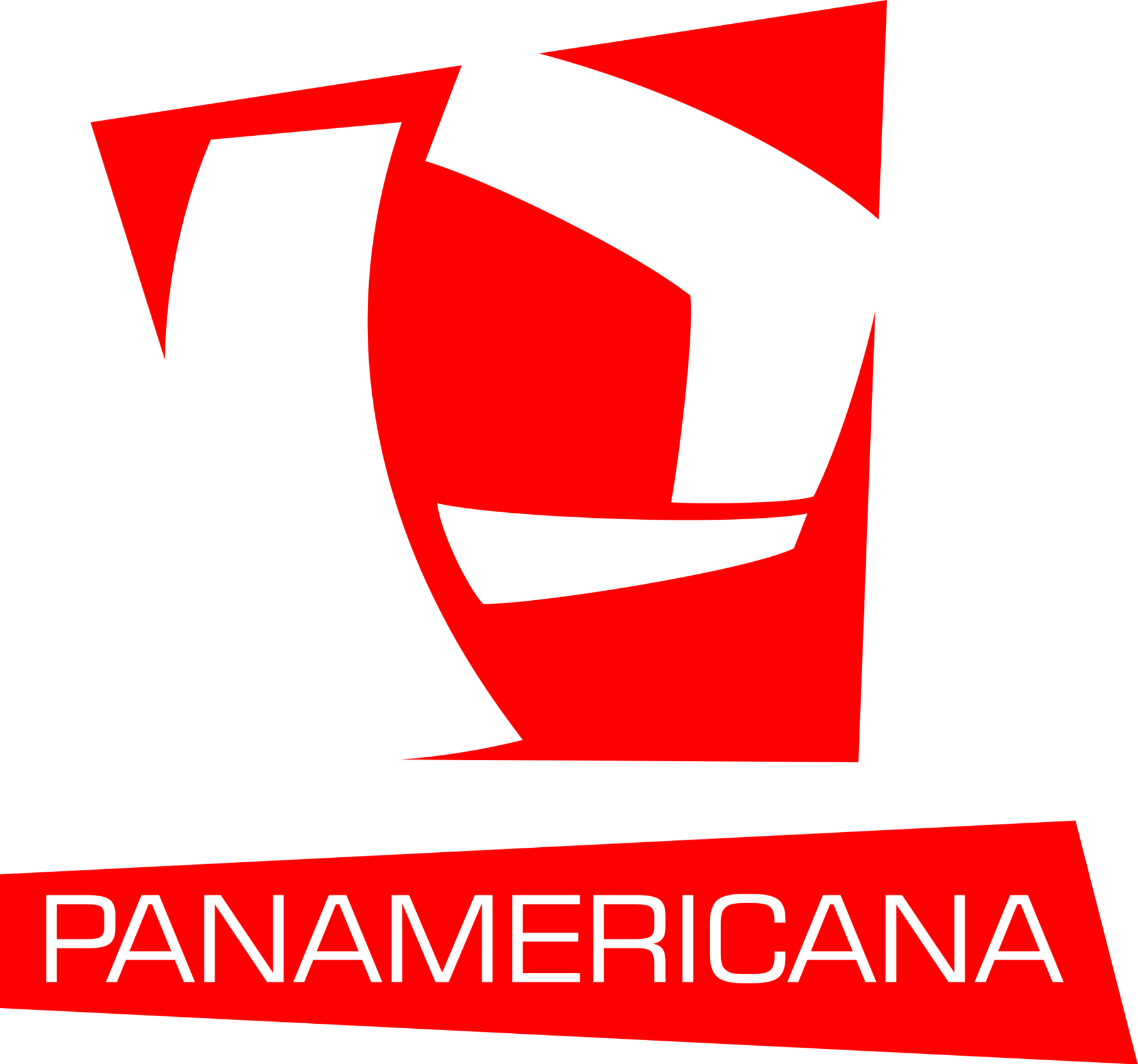
2012-2014
2014-2020 (2D)
2014-2020 (3D)
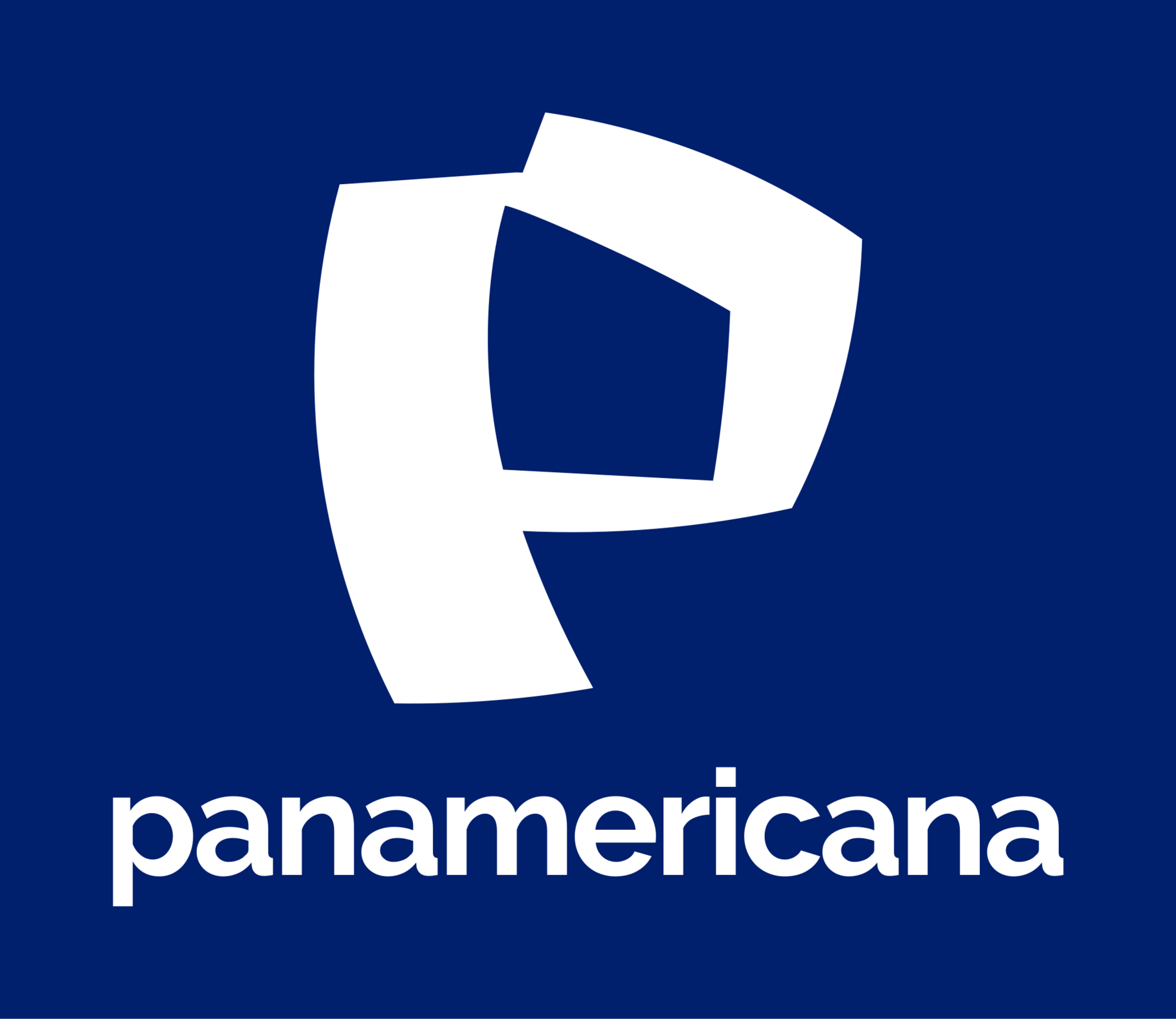
2020-2021
Desde 2021-actualidad (3D)